# Szkoła Jungów
Szkoła Jungów – jednoroczna szkoła morska, przygotowująca kandydatów do Państwowej Szkoły Morskiej w Szczecinie w latach 1946-1951.

## Historia
W listopadzie 1946 r. Państwowe Centrum Wychowania Morskiego uruchomiło roczną Szkołę Jungów, która organizowała kursy przygotowujące załogi pokładowe statków handlowych, oraz szkolenie i wychowywanie kandydatów na marynarzy i rybaków morskich. Szkoła stanowiła podbudowę wydziałów Państwowej Szkoły Morskiej w Szczecinie. Przyjmowani byli chłopcy po ukończeniu gimnazjum, w wieku od 16 do 25 lat, cieszący się dobrym zdrowiem. Ukończenie Szkoły Jungów w Gdyni, było warunkiem wstępnym przed egzaminami do Szkoły Morskiej. Program szkoły był oparty na systemie przedwojennym.
W 1951 r. dokonano zmiany systemu szkolenia morskiego i w jej wyniku, zlikwidowano Szkołę Jungów w Gdyni.